# Couvet
Couvet is een voormalige Zwitserse gemeente en ligt in het district Val-de-Travers in het kanton Neuchâtel. Couvet telde eind december 2004 2803 inwoners.

## Geboren in Couvet
- Ferdinand Favre (1779-1867), Frans industrieel en politicus
- Henri Edouard Dubied, uitvinder en industrieel
- Denis de Rougemont (1906-1985), Zwitsers en Europees denker

## Bevolkingsontwikkeling
- Gemeinsame Normdatei: 4627341-4
- Historisch woordenboek van Zwitserland: 002876
- Virtual International Authority File: 234337987
- WorldCat: E39PBJbGT6xCy6hYVbwj99vmBP